# Darwin (grad)
Darwin je grad u Australiji, glavni grad teritorija koji se naziva Sjeverni teritorij.
Darwin je osnovan 1869. Nalazi se na obali Timorskog mora i ima oko 120.900 stanovnika (2006.).
Šire područje grada prvotno su nastanjivali pripadnici plemena Larrakia. Nizozemci su izradili prve karte područja tijekom 1600-ih. Dana 9. rujna 1839. engleski brod HMS Beagle uplovio je u luku koju je kapetan broda John Clements Wickham nazvao engl. Port Darwin (u prijevodu Luka Darwin), prema bivšem članu posade i poznatom znanstveniku Charles Darwinu.
U dva navrata grad je potpuno razoren. Prvo u japanskim zračnim napadima tijekom drugog svjetskog rata, pa ponovno 1974. za vrijeme ciklona Tracy. Nakon razaranja grad je gotovo u potpunosti obnovljen, zbog čega je danas jedan od modernije izgrađenih gradova u Australiji.

## Vanjske poveznice
- Stranice grada Darwina